# August Wilhelm Zumpt
Pour les articles homonymes, voir Zumpt.
August Wilhelm Zumpt (4 décembre 1815 à Königsberg - 22 avril 1877) est un épigraphiste et latiniste allemand.

## Biographie
Il est le fils de Heinrich Wilhelm, architecte et d'Augusta Emilia Poerschke. Il est le neveu de Karl Gottlob Zumpt, auteur d'une grammaire latine, à qui il déclare devoir beaucoup.
August Wilhelm étudie à Berlin, et en 1851 devient professeur au lycée Frédéric-Guillaume de Berlin.
Ses travaux sur l'épigraphie latine, regroupés dans Commentationes epigraphicae, (1850-1854), lui valent des discussions tendues avec Theodor Mommsen alors que ce dernier prépare le Corpus Inscriptionum Latinarum.

## Publications
- (la) Observationum in Rutilii Claudii Namatiani carmen de reditu suo pars prior, Trowitzsch, 1836, 44 p. Lire en ligne (Observations sur le poème « De reditu suo » de Rutilius Claudius Namatianus, première partie)
- Une édition de Rutilius Namatianus (1840)
- (la) Monumentum Ancyranum (avec Franck, 1847) Titre complet : Caesaris Augusti index rerum a se gestarum: sive Monumentum Ancyranum Lire en ligne (Le monument d'Ankara)
- (la) De coloniis Romanorum militaribus, Commentationes epigraphicae, Berlin, 1850-1853 (Les colonies militaires des Romains)
- Studio, Romana (1859)
- (de) Das Criminalrecht der römischen Republik, Berlin, F. Dümmler, 1865–1869 : vol.  1, vol.  2 A, 2 B (Le droit criminel de la république romaine)
- (de) Das Geburtsjahr Christi Geschichtlich-chronologische Untersuchungen, Teubner, 1869  (L'année de la naissance du Christ)
- Des éditions de Pro Murena (1859) et De lege agraria de Cicéron (1861)
- (la) De monumento Ancyrano supplendo (1869)
- (de) Der Criminalprocess der römischen Republik, Leipzig, B.G. Teubner, 1871, 558 p. Lire en ligne